# تمبک (بن)
تَمبَک  روستایی از توابع بخش شیدا ، شهرستان بن در استان چهارمحال و بختیاری ایران است. 

## جمعیت
این روستا در دهستان شیدا قرار دارد و براساس سرشماری مرکز آمار ایران در سال ۱۳۸۵، جمعیت آن زیر ۳ خانوار بوده‌است.